# Styrax chrysocarpus
Styrax chrysocarpus är en storaxväxtart som beskrevs av Hui Lin Li. Styrax chrysocarpus ingår i släktet Styrax och familjen storaxväxter. Inga underarter finns listade i Catalogue of Life.